# Pfarrkirche Muhr im Lungau

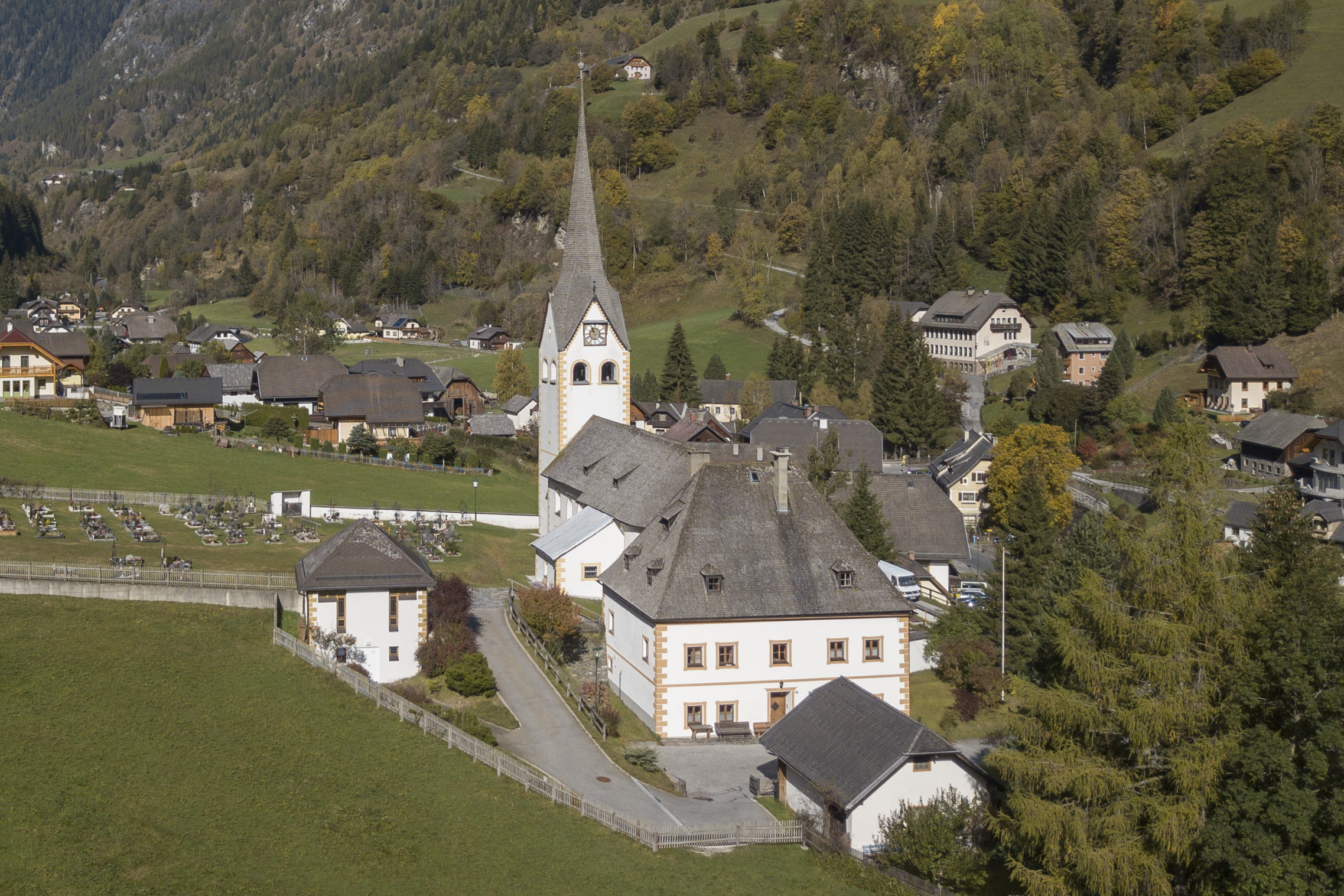
Katholische Pfarrkirche hl. Rupert in Muhr im Lungau

Die römisch-katholische Pfarrkirche Muhr im Lungau steht am südlichen Talhang der Ortschaft Vordermuhr der Gemeinde Muhr im Bezirk Tamsweg im Land Salzburg. Die dem Patrozinium des hl. Rupert von Salzburg unterstellte Pfarrkirche gehört zum Dekanat Tamsweg in der Erzdiözese Salzburg. Die Kirche steht unter Denkmalschutz (Listeneintrag).

## Geschichte
Urkundlich wurde 1523 eine Kirche genannt. 1732 wurde das Langhaus erweitert. Der Turm wurde 1790 erhöht. 1875/1876 war eine Renovierung. 1926 bis 1928 und 1976 bis 1977 waren Restaurierungen.
Die Pfarre wurde 1813 gegründet.

## Architektur
Vom spätgotischen Kirchenbau sind Teile des Turmes und des westlichen Langhauses erhalten. Die barocke Dorfkirche mit einem Westturm ist von einem Friedhof umgeben.
Das Kirchenäußere zeigt einen eingezogenen vorgestellten Turm mit einem nördlichen Zugang, Eckquadrierung, südlichen und nördlichen Luken und je zwei rundbogige Schallfenster, er trägt über  Dreieckgiebeln einen Giebelspitzhelm. Das Langhaus hat talseitig einen Sockel und Rechteck-, Rundbogen- und Spitzbogenfenster und nordseitig ein flachbogiges Portal mit einem Holzvorbau. Der Chor mit einem Halbkreisschluss hat Rundbogenfenster und einen Verbindungsgang zum im Osten stehenden Pfarrhof. Das Satteldach ist mit Holzschindeln gedeckt. Südlich am Langhaus ist eine Sakristei angebaut.
Das Kircheninnere zeigt ein langgestrecktes Langhaus, ab der Mitte durch den Erweiterungsbau 1732 leicht verbreitert, rechts befindet sich rundbogiges Sakristeiportal. Die Empore ist aus Holz, an der Brüstung befindet sich ein Porträt des Erzbischofs Kardinal Max Gandolf von Kuenburg (1668–1687). Der um zwei Stufen erhöhte Chor hat einen Halbkreisschluss. Die Fensterlaibungen zeigen eine ornamentale Bemalung. Die Flachdecke hat eine leichte Kehlung. Die Stuckrahmungen und die Malereien entstanden im zweiten Drittel des 18. Jahrhunderts, sie zeigen die Heilige Familie und die Heiligen Leonhard und Barbara, alle 1928 renoviert, mittig die Vier Evangelisten und im Chor eingebunden in eine Stuckrahmung Christi Himmelfahrt gemalt von Josef Haun 1928.

## Einrichtung
Der barocke Säulenaltar aus 1732 wurde 1765 überarbeitet, er hat seitliche Opfergangsportale, er trägt links die Statuen der Heiligen Johannes der Täufer und Josef sowie rechts Johannes Nepomuk und Nikolaus, darüber wechselweise die barocke Figur hl. Rupertus oder die neu gefasste überarbeitete Figur Madonna mit Kind aus 1876, ein nach hinten versetztes Bild zeigt den hl. Rupertus mit der Maria von Altötting von Josef Rattnsperger 1866 und darüber eine Schnitzgruppe der Heiligen Dreifaltigkeit aus der Mitte des 18. Jahrhunderts.
Die barocken Seitenaltäre entstanden in der zweiten Hälfte des 17. Jahrhunderts und wurden 1739 überarbeitet, der linke Seitenaltar zeigt das Altarblatt Maria mit Josef und Jesuskind aus dem 19. Jahrhundert und im Auszug das barocke Bild hl. Antonius von Padua sowie die Statuen der Heiligen Joachim und Anna, der rechte Seitenaltar zeigt das Altarbild Hll. Sebastian und Rochus und das barocke Oberbild hl. Franz von Assisi sowie in der Altarmitte eine moderne Figur Herz Jesu und die seitlichen barocken Figuren der Heiligen Georg und Florian.
Die Kanzel schuf Josef Andrä Eisl 1741, der Schalldeckel trägt Engel und Engelsköpfe. Es gibt Konsolfiguren, im Chor links Schmerzensmann und rechts Mater dolorosa aus dem 18. Jahrhundert, an der Langhauswand die Heiligen Leonhard und Barbara aus dem 18. Jahrhundert. Es gibt eine Nischenfigur Maria mit Kind aus dem 19. Jahrhundert. Es gibt 13 Kreuzwegbilder um 1760.
Die Orgel baute Albert Mauracher 1890.
Im Sommer (29. Juni bis 15. August) werden in der Kirche Prangerstangen aufgestellt.